# Катастрофа Ан-26 под Талоди
Авиакатастрофа в Судане — авиакатастрофа самолёта Ан-26-100, произошедшая около 8:00 по местному времени при заходе на посадку близ города Талоди (штат Южный Кордофан, Судан).

## Обстоятельства катастрофы
Пассажирский самолёт Ан-26-100 (бортовой номер ST-ARL) частной суданской авиакомпании «Alfa Airlines» совершал чартерный рейс, перевозя правительственную делегацию из Международного аэропорта Хартума в городок Талоди (штат Южный Кордофан), приблизительно в 595-ти км от Хартума. 
Самолёт вылетел из Хартума около 6:02 утра, а около 8:00, при заходе на посадку в условиях пылевой бури близ Талоди, не смог приземлиться с первого раза и пошёл на второй круг, во время выполнения которого врезался в гору и взорвался.

## Жертвы
Погибли все 32 человека, находившиеся на борту: 26 пассажиров и 6 членов экипажа.
Пассажирами самолёта являлись члены правительственной делегации, направлявшейся для участия в праздновании Ураза-байрам в штат Южный Кордофан:
- Гази Аль-Саддик (Ghazi Al-Saddiq) — министр по делам религии и вакуфов Республики Судан (Federal Minister of Guidance and Endowments)[3][5];
- Маджуб Абдель-Рахим Туту (Mahjoub Abdul-Rahim Tutu) — государственный министр по делам молодёжи и спорта (State Minister at the Ministry of Youth and Sports)[3][5];
- Эйсса Дайфалла (Eissa Daifalla) — государственный министр по туризму (State Minister at the Ministry of Tourism, Antiquities and Wildlife)[3][5];
- Макки Али Балайль (Mekki Ali Balayel) — глава Партии справедливости (Leader of the Justice Party)[3][6];
- другие представители политических и силовых кругов Судана и съёмочная группа суданского телевидения[6].

В состав экипажа входили: гражданин России — Геннадий Семёнов (командир); гражданин Таджикистана — Хошим Акрам (штурман); гражданин Армении — Армен Вирабян (бортинженер). Второй пилот был гражданином Судана.
| Гражданство | Количество пассажиров | Количество членов экипажа | Всего |
| ----------- | --------------------- | ------------------------- | ----- |
| Судан       | 26                    | 3                         | 29    |
| Россия      | 0                     | 1                         | 1     |
| Армения     | 0                     | 1                         | 1     |
| Таджикистан | 0                     | 1                         | 1     |
| Всего       | 26                    | 6                         | 32    |

## Расследование катастрофы
Расследованием авиакатастрофы занимается Управление гражданской авиации Судана (Sudan Civil Aviation Authority).
24 августа 2012 года бортовые самописцы самолёта были обнаружены и извлечены с места крушения.